# Poltergeist (TV-serie)
Poltergeist: The Legacy var en amerikansk TV-serie i kölvattnet på långfilmerna om Poltergeist som spelades in under fyra säsonger åren 1996–1999, med vampyrer, demoner och olika övernaturliga monster. I sammanlagt 84 avsnitt fick tittarna följa The Legacy, en hemlig organisation som samlar fakta och artefakter och slåss mot övernaturlig ondska. Serien hade premiär i Sverige den 17 juni 1997.
Serien skapades av Richard Barton Lewis. Garner Simmons svarade för de flesta manusen; Brad Wright, en av skaparna bakom science fiction-serien Stargate SG-1, skrev också några avsnitt.

## Rollista i urval
- Derek de Lint – Derek Rayne, Ph.D.
- Martin Cummins – Nick Boyle
- Robbi Chong – Alexandra Mareau
- Helen Shaver – Rachel Corrigan